# Khadija Arib
Khadija Arib (en árabe خديجة عريب, Hedami, 10 de octubre de 1960) es una política neerlandesa de origen marroquí que  ocupó un escaño en la Segunda Cámara de los Estados Generales para el período legislativo 2012-2017 por el Partido del Trabajo (Partij van de Arbeid).
Desde el 13 de enero de 2016 al 7 de abril de 2021 fungió como presidenta de la Cámara Baja, mientras que desde el 12 de diciembre de 2015 ocupaba la vicepresidencia. Forma parte de los comités de la Asamblea Europea para la Seguridad y Defensa así como de la Asamblea Parlamentaria de la Unión para el Mediterráneo, entre otros.